# Народный учитель Республики Узбекистан
Народный учитель республики Узбекистан (узб. O`zbekiston Respublikasi xalq o`qituvchisi) — почётное звание, присваиваемое учителям и преподавателям, имеющим заслуги в обучении и воспитании детей и молодежи.
Присваивается не ранее чем через 5 лет, после присвоения звания Заслуженного учителя Узбекистана.

## Нагрудной знак
Нагрудный знак выполнен в форме круга диаметром 34 мм, толщиной 2,2 мм, из серебра 925 пробы, плакированного золотом. На аверсе надпись узб. Xalq o`qituvchisi, изображения глобуса, пера и раскрытой книги, на реверсе герб Узбекистана. Нагрудный знак соединяется с колодкой, покрытой муаровой лентой цветов государственного флага.